# Curtis Stone
Curtis Stone (né le 4 novembre 1975 à Melbourne) est un chef cuisinier australien. Il est également connu pour ses prestations télévisées en Australie, au Royaume-Uni et aux États-Unis.

## Biographie
Curtis Stone naît et grandit à Melbourne. Après avoir pensé à entamer des études de commerce international, il décide contre toute attente de se lancer dans une carrière de chef cuisinier qu'il commence à l'âge de 18 ans par un apprentissage au Savoy Hotel de Melbourne. Il y travaille aux côtés de chefs prestigieux avant d'entamer un voyage en Europe afin de perfectionner ses connaissances.
Il visite l'Italie, l'Espagne et la France, avant de choisir de s'installer à Londres, ville où travaillent quelques noms prestigieux de la gastronomie. Parmi ceux-ci se trouve Marco Pierre White, l'un des plus jeunes chefs à avoir été gratifiés de trois étoiles au guide Michelin.
Curtis Stone décide de tenter sa chance auprès de ce dernier et obtient un poste dans l'un de ses restaurants, le « Café Royal ». Quelque temps plus tard, Marco Pierre White lui confie le poste de sous-chef dans un autre de ses restaurants, le « Mirabelle », puis le poste de chef cuisinier au « Quo Vadis ». Ce dernier établissement est alors l'un des plus en vue de Londres : il y travaillera durant quatre ans. 

Après s'être forgé une réputation dans les cercles gastronomiques de la capitale britannique, il est cité dans le guide « London on a Plate » comme l'un des meilleurs cuisiniers de la ville.
Tout en prenant la tête du « Restaurant 301 », il débute en parallèle une carrière à la télévision, d'abord sur des chaînes thématiques telles que Taste Network ou UK Food. Il apparaît ensuite sur les principales chaînes britanniques, notamment ITV ou BBC2, dans le programme matinal « Saturday Kitchen ». 

En 2002, il entame le tournage des quinze épisodes de la série « Dinner in a Box ».
De retour en Australie, il tourne peu après une nouvelle émission culinaire pour la chaîne ABC, aux côtés de son confrère, compatriote et ami Ben O'Donoghue : « Surfing the menu ». Il y prépare diverses recettes tout en voyageant à travers le continent. Le titre de l'émission fait référence à l'une de ses passions, le surf. 
L'émission est un succès : elle est rachetée par différentes chaînes de télévision de par le monde. 
En France, elle est diffusée un temps par la chaîne thématique Cuisine.TV.

Il entame également le tournage de la première saison de l'émission « My Restaurant Rules », avant d'être finalement remplacé par Ian Dickson.
Poursuivant sa carrière aux États-Unis, il est engagé en 2006 par la chaîne TLC pour animer l'émission « Take Home Chef ». Sa prestation lui ouvre la porte des plateaux de plusieurs émissions à succès aux États-Unis, dont « The Today Show » sur NBC.
En 2009 il participe à la 3e saison de Celebrity Apprentice de Donald Trump.
Il est marié avec l'actrice Lindsay Price, connue pour avoir joué dans Beverly Hills, 90210. Ils ont deux enfants.

## Publications
- Surfing the Menu: Two Chefs, One Journey: A Fresh Food Adventure
- Cooking With Curtis: Easy, Everyday and Adventurous Recipes for the Home Cook
- Relaxed Cooking with Curtis Stone: Recipes to Put You in My Favorite Mood (à paraître en 2009)